# Shahrak-e Ḩorr
Shahrak-e Ḩorr (persiska: شهرک حر) är en ort i Iran.   Den ligger i provinsen Khuzestan, i den centrala delen av landet, 600 km söder om huvudstaden Teheran. Shahrak-e Ḩorr ligger 186 meter över havet och antalet invånare är 988.
Terrängen runt Shahrak-e Ḩorr är varierad. Runt Shahrak-e Ḩorr är det ganska tätbefolkat, med 62 invånare per kvadratkilometer. Närmaste större samhälle är Aghajari, 14,1 km söder om Shahrak-e Ḩorr. Trakten runt Shahrak-e Ḩorr är ofruktbar med lite eller ingen växtlighet.